# Horyzonty Misyjne
Horyzonty Misyjne – popularne wysokonakładowe polskie czasopismo wydawane od ostatniego kwartału 1997 przez Pallotyński Sekretariat Misyjny Prowincji Zwiastowania Pańskiego, poświęcony działalności misyjnej polskiego Kościoła (głównie problematyce pallotynów i pallotynek w krajach misyjnych), do końca 2016 kwartalnik, następnie rocznik. Siedziba redakcji mieściła się do 2017 w Poznaniu, a następnie w Częstochowie, w Dolinie Miłosierdzia. Pierwszym redaktorem naczelnym był Henryk Walczak, następnie funkcję tę pełnili kolejno: 1999–2012 Adam Golec, 2012–2014 – Edward Szram, 2014–2015 – Leszek Gwarek, 2015–2017 – Jarosław Rodzik, od 2017 – Mirosław Lewandowski.